# 昌都片
昌都片，舊稱昌靖片，贛語九個方言片之一。主要通行於江西的南昌市、南昌、新建、安義、永修、修水（部分）、德安、星子、都昌、湖口、高安（部分）、奉新（部分）、靖安（部分）、武寧（部分）、銅鼓（部分），和湖南的平江。

## 特點
- 去聲分陰陽。

- 入聲多數地方分陰陽，陰入調值高，陽入調值低。

- 多數地方今聲母送氣與否影響到調類的分化。

1. ↑  Hammarström, Harald; Forkel, Robert; Haspelmath, Martin; Bank, Sebastian (编). . . Jena: Max Planck Institute for the Science of Human History. 2016.